# Phare de la Victoire
Le phare de la Victoire (en italien : Faro della Vittoria) est un phare situé à Trieste en Italie, dans la région du Frioul-Vénétie Julienne.

## Historique
Ce phare qui est aussi un monument commémoratif exerce une fonction pratique en éclairant le golfe de Trieste et a une valeur de symbole.  Construit de 1923 à 1927 sur un projet remontant au lendemain de la Première Guerre mondiale,  il s’élève sur un bastion circulaire de l’ancien fort militaire autrichien Kressich bâti de 1854 à 1857 et toujours visible. Ce phare devait se situer à l’origine sur le promontoire nommé  Punta Salvatore, mais la Ligue Navale de Trieste et la Défense Maritime lui préféra son emplacement actuel situé  le coteau nommé Poggio di Greta, à 60 m au-dessus du niveau de la mer. Le projet proposé par l’architecte Arduino Berlam (1880-1946) fut approuvé le 20 janvier 1920. Les travaux s’achevèrent le 24 mai 1927 par une cérémonie d’inauguration à laquelle participa le roi d’Italie, Victor Emmanuel III. Il se présente comme un phare en forme de colonne surmontée d’une coupole de bronze. Il est bâti avec près de 8 500 tonnes de pierres en provenance  d’Orsera (Vrsar) et de Gabrie en Istrie et près de 100 tonnes de fer. Sur le sommet de la coupole, une statue de cuivre martelé, œuvre du sculpteur Giovanni Mayer (1836-1943), représente la Victoire ailée. Elle pèse 700 kg et sa hauteur est de 7,20 m.
La lanterne en cristal surmontée d’une coupole de bronze s’élève à près de 115,30 m au-dessus du niveau de la mer et a une portée de 35 milles marins par temps clair (environ 65 km). La puissance de son rayon lumineux est de  1 260 625 candelas.
Outre sa fonction maritime, le phare est aussi un symbole et monument national dédié aux victimes de la Première Guerre mondiale. Il porte l’inscription attribuée à Gabriele D'Annunzio :
« SPLENDI E RICORDA I CADUTI SUL MARE MCMXV-MCMXVIII » (« Brille et souviens-toi des héros ayant péri en mer 1915-1918 »)
Sur le socle du phare repose une statue en pierre blanche d’Orsera. Elle représente un marin.  Sa hauteur est de 8,60 m. Pesant près de 100 tonnes, elle est l’œuvre du sculpteur Giovanni Mayer.  Sous la statue est fixée l’ancre du premier navire italien ayant fait son entrée dans le port de Trieste le 3 novembre 1918, un contre-torpilleur qui portait le nom d'Audace. Elle est un don du ministre des Affaires maritimes, l’amiral Paolo Emilio Thaon di Revel (1857-1948)  de même que les deux projectiles du cuirassé autrichien Viribus Unitis qui l’entourent.
Le phare est géré et contrôlé par le commandement des phares de la Marine Militaire qui a pour siège Venise et est rouvert au public depuis 1987 en ce qui concerne la visite de la partie monumentale. Il se situe Strada del Friuli.

### Lien connexe
- Liste des phares de l'Italie